# Cerkiew Podwyższenia Krzyża Świętego w Fastach
Cerkiew Podwyższenia Krzyża Świętego – prawosławna cerkiew parafialna w Fastach. Należy do dekanatu Białystok diecezji białostocko-gdańskiej Polskiego Autokefalicznego Kościoła Prawosławnego.

## Historia

### Pierwsza cerkiew w Fastach
Pierwsza prawosławna cerkiew w Fastach powstała najprawdopodobniej po 1533, gdy Aleksander Chodkiewicz przekazał miejscowe dobra monasterowi Zwiastowania w Supraślu w zamian za majątek w Choroszczy. Na początku XVII w. cerkiew w Fastach przejęli unici.

### Cerkiew unicka
Ze sprawozdania proboszcza parafii fastowskiej z 1862 wynika, że po przejęciu monasteru supraskiego przez unitów bazylianie suprascy wznieśli w Fastach nową świątynię. Była to budowla drewniana, na fundamencie kamiennym, kryta gontem, z dzwonnicą nad przedsionkiem i skromnym wyposażeniem. Parafia fastowska należała kolejno do unickiej metropolitalnej diecezji kijowsko-wileńskiej (gdzie była jedną z 19 placówek duszpasterskich w dekanacie białostockim), w latach 1797–1809 do diecezji supraskiej (również w dekanacie białostockim), a po jej skasowaniu – do diecezji brzeskiej. Na początku lat 30. XIX w. majątek cerkwi stanowiły dwie włóki gruntu. Liczbę wiernych w 1838 szacowano na 506 osób.
W 1836 wyposażenie unickiej świątyni w Fastach było całkowicie zlatynizowane, nie było w nim żadnych typowych dla obrządku bizantyjskiego utensyliów. Brak ten uzupełniano w kolejnych latach w ramach szerzej zakrojonej akcji usuwania łacińskich elementów wyposażenia z cerkwi unickich w Imperium Rosyjskim i zastępowania ich przedmiotami typowymi dla tradycji prawosławnej. W świątyni fastowskiej nie było Ewangeliarza cerkiewnosłowiańskiego, lecz w języku polskim. W obiekcie nie było ikonostasu, a ołtarz główny na wzór łacińskiego, z postacią Chrystusa niosącego krzyż. Jeden z przechowywanych w świątyni wizerunków przedstawiał św. Franciszka z Asyżu. W cerkwi w Fastach znajdowały się również ławki, a do 1838 – ambona. Ikonostas do świątyni wstawiono w 1837. Autorem ikon wchodzących w jego skład był Teodor Michnow, który pracował również w kilku innych unickich cerkwiach w dekanacie.
Świątynia fastowska uznana została w 1839 za jedną z uboższych w dekanacie białostockim.

### Cerkiew prawosławna w latach 1839–1918
Parafia w Fastach przeszła do Rosyjskiego Kościoła Prawosławnego w 1839, po synodzie połockim. Proboszcz fastowski Wincenty Gogolewski podpisał akt zgody na przejście na prawosławie jeszcze w 1838, razem z kilkunastoma innymi duchownymi.
W 1863 pounicka cerkiew w Fastach uległa całkowitemu zniszczeniu wskutek pożaru. W jej zastępstwie parafianie, za radą proboszcza, ks. Bazylego Jachimowicza, wznieśli cerkiew św. Michała Archanioła na terenie cmentarza prawosławnego w miejscowości. Pełniła ona zastępczo funkcje świątyni parafialnej do momentu otwarcia nowej świątyni murowanej, zbudowanej w latach 1869–1875, i wyświęconej ku czci Podwyższenia Krzyża Pańskiego. Inwestycję tę współfinansował skarb państwa rosyjskiego, przekazując kwotę 7330 rubli; 4851 rubli zgromadzili prywatni darczyńcy.

### Cerkiew neounicka
Po odzyskaniu niepodległości przez Polskę nowe władze państwowe nie zgodziły się na rejestrację parafii w Fastach, uzasadniając ten fakt zbyt małą liczbą parafian. Cerkiew we wsi, podobnie jak świątynie w Starosielcach i Topilcu, stała się filią parafii Opieki Matki Bożej w Choroszczy. Nabożeństwa w cerkwi Podwyższenia Krzyża Pańskiego odprawiał nieregularnie duchowny z tejże placówki, klucze do cerkwi przechowywał starosta fastowskiej społeczności prawosławnej, liczącej w 1927 r. 1273 osoby (270 w samych Fastach).
Rok później do Fastów przybył neounicki duchowny, ks. Bazyli Gapanowicz, który podając się za duchownego prawosławnego przejął od starosty klucze do świątyni i ogłosił przejęcie budynku, jak i cmentarza w Fastach, na potrzeby parafii katolickiej – neounickiej. Fakt ten spotkał się ze sprzeciwem większości miejscowej ludności prawosławnej, sprawozdanie w tej sprawie proboszcz parafii w Choroszczy, ks. Włodzimierz Garustowicz, skierował do prawosławnego biskupa grodzieńskiego. W 1931 duchowny z Choroszczy twierdził, że z liczącej 951 osób społeczności prawosławnej na unię przeszło 279 osób. W 1937 grupa wiernych z Fast skierowała skargę do wojewody białostockiego, ubiegając się przy tym jedynie o zwrot cerkwi cmentarnej, nie wspominając natomiast o głównej świątyni parafialnej. Skargę tę poparł biskup grodzieński Sawa. Wojewoda Henryk Ostaszewski rozpatrzył prośbę odmownie, twierdząc, że w 1928 większość prawosławnych mieszkańców wsi dobrowolnie przyjęła wyznanie neounickie. Przytoczone przez niego statystyki dotyczące liczby wyznawców prawosławia poważnie różniły się od tych przechowywanych w źródłach cerkiewnych.

### Cerkiew prawosławna po 1944

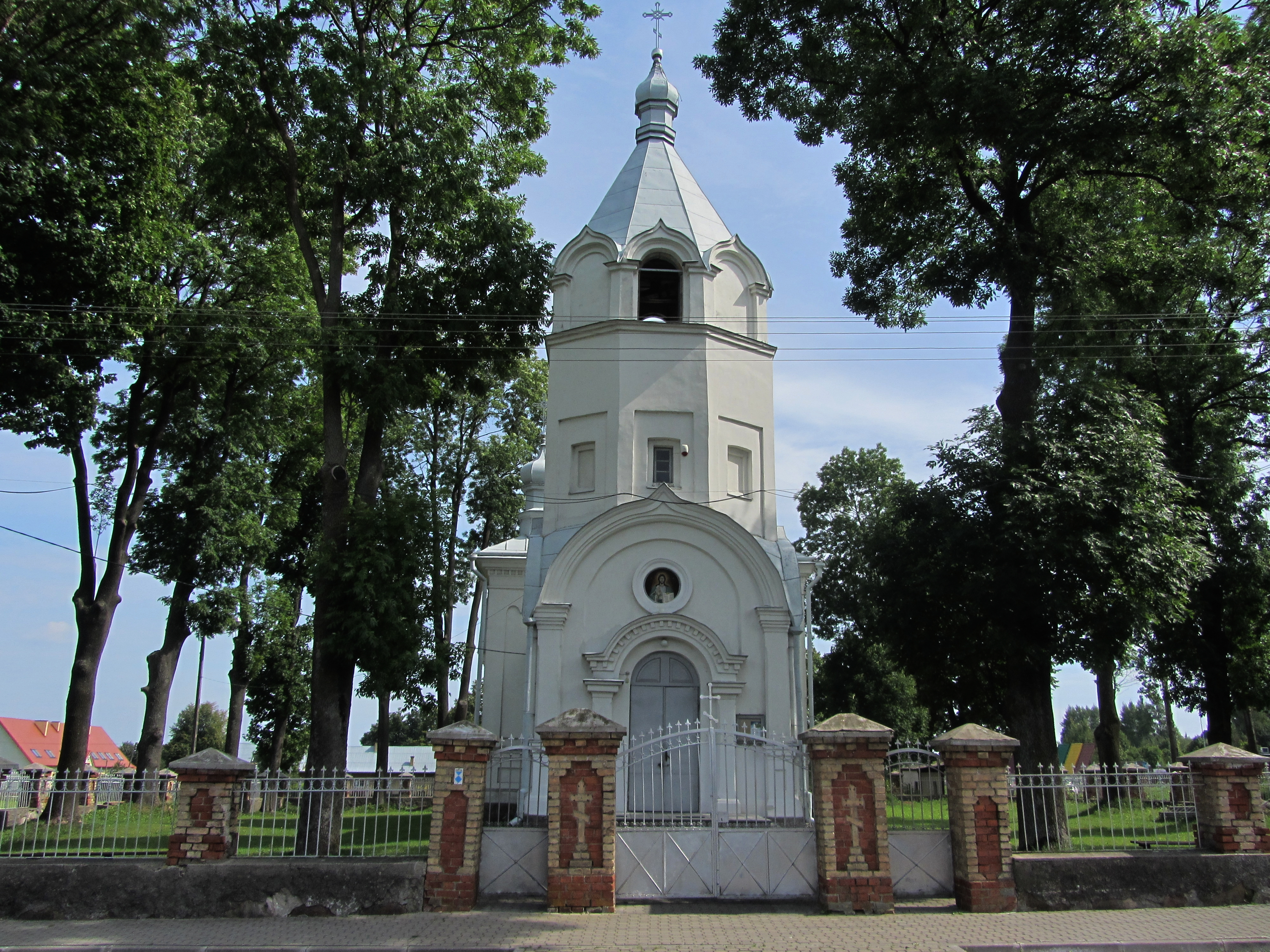
Cerkiew od frontu

Cerkiew Podwyższenia Krzyża Pańskiego została ponownie przejęta przez prawosławnych w 1944, gdy ks. Bazyli Gapanowicz opuścił wieś razem z wycofującymi się wojskami niemieckimi. W czasie działań wojennych częściowemu zniszczeniu uległo prezbiterium wraz z zadaszeniem; szkody te naprawiono bezpośrednio po wojnie.
W latach 50. XX w. pokryto dach blachą cynkowaną i naprawiono tynki. W latach 70. XX w. wymieniono konstrukcję sklepienia, zbito stare i położono nowe tynki, ściany ozdobiono polichromią (autorstwa Józefa Łotowskiego), wykonano chór muzyczny z kręconymi schodami, wymieniono instalację elektryczną i piece grzewcze. Następnie wymieniono tynki zewnętrzne, pomalowano dach, kopuły i krzyż, wykonano też nowe schody do cerkwi. W latach 1993–1994 pozłocono ikonostas, a w 1995 r. całkowicie odnowiono i pomalowano wnętrze świątyni. Kolejny remont zewnętrzny cerkwi miał miejsce w 2002 r. – pomalowano dach, kopuły oraz stolarkę okienną i drzwiową. W 2003 r. świątynia otrzymała nowe dzwony. W 2016 r. obok cerkwi ustawiono nowy krzyż, w miejscu poprzedniego, zniszczonego przez wichurę.
W latach 2016–2020 oczyszczono i zaimpregnowano fundamenty cerkwi, dokonano generalnego remontu wieży-dzwonnicy, wymieniono podłogę na granitową (z elektrycznym podgrzewaniem), oczyszczono wszystkie ściany wewnętrzne, obniżono i przebudowano balkon chóru, wymieniono całą stolarkę, zainstalowano nowe nagłośnienie oraz monitoring, a także wyremontowano parkan wraz z bramami.
Cerkiew wpisano do rejestru zabytków 20 sierpnia 1979 i 14 września 1983 pod nr A-394.